# 남도향토음식박물관
남도향토음식박물관은 광주광역시 북구 삼각동에 위치한 음식 박물관이다.
2007년 2월 음식 전문 박물관으로서 맛의 고장 남도의 향토음식을 유지, 발전시키고자 문을 열였다. 박물관 건물의 외관은 떡 모양을 잡는 다식판의 길쭉한 사각형 모양과 광주의 상징인 무등산 입석대의 모습을 본 따 디자인했다. 오방색으로 장식한 건물 벽면은 자칫 단조로울 수 있는 건물에 온기를 부여하고 있다. 지역주민과 외지인들에게 남도의 맛과 멋이 만나는 복합 문화 공간으로 자리매김하기 위해 전시를 비롯한 다양한 체험 프로그램을 진행 중이다.